# Banie Mazurskie (gemeente)
De gemeente Banie Mazurskie is een landgemeente in het Poolse woiwodschap Ermland-Mazurië, in powiat Gołdapski.
De zetel van de gemeente is in Banie Mazurskie.
Op 30 juni 2004 telde de gemeente 4033 inwoners.

## Oppervlakte gegevens
In 2002 bedroeg de totale oppervlakte van gemeente Banie Mazurskie 205,02 km², waarvan:
- agrarisch gebied: 58%
- bossen: 30%

De gemeente beslaat 26,56% van de totale oppervlakte van de powiat.

## Demografie
Stand op 30 juni 2004:
| Omschrijving                   | Totaal | Totaal | Vrouwen | Vrouwen | Mannen | Mannen |
| ------------------------------ | ------ | ------ | ------- | ------- | ------ | ------ |
| eenheid                        | aantal | %      | aantal  | %       | aantal | %      |
| inwoners                       | 4033   | 100    | 2026    | 50,2    | 2007   | 49,8   |
| bevolkingsdichtheid (inw./km²) | 19,7   | 19,7   | 9,9     | 9,9     | 9,8    | 9,8    |

In 2002 bedroeg het gemiddelde inkomen per inwoner 1599,54 zł.

## Administratieve plaatsen (sołectwo)
Banie Mazurskie, Dąbrówka Polska, Grodzisko, Gryżewo, Jagiele, Jagoczany, Kierzki, Lisy, Miczuły, Mieduniszki Małe, Obszarniki, Rogale, Sapałówka, Skaliszkiejmy, Surminy, Ściborki, Wróbel, Zawady, Ziemiany, Żabin.

## Overige plaatsen
Borek, Budziska, Czupowo, Grunajki, Janki, Jeglewo, Klewiny, Kruki, Kulsze, Liski, Maciejowa Wola, Mieczkówka, Mieczniki, Mieduniszki Wielkie, Nowiny, Rapa, Różanka-Dwór, Stadnica, Śluza, Stare Gajdzie, Widgiry, Wólka, Zakałcze Wielkie, Zielony Lasek, Ziemianki.

## Aangrenzende gemeenten
Budry, Gołdap, Kowale Oleckie, Kruklanki, Pozezdrze. De gemeente grenst aan Rusland.